# David Ortiz
Pour les articles homonymes, voir Ortiz.
David Américo Ortiz Arias (né le 18 novembre 1975 à Santo Domingo, République dominicaine), plus connu sous le nom de David Ortiz est un joueur de baseball dans les Ligues majeures de baseball avec les Red Sox de Boston. Originellement joueur de premier but, il évolue presque exclusivement comme frappeur désigné depuis la saison 2000.
En 1992, il arrive aux États-Unis sous le nom de David Arias et signe avec les Mariners de Seattle. Échangé aux Twins du Minnesota en 1996, la franchise lui demande de se présenter avec le nom de son père, Ortiz, et il devient David Ortiz. Après quelques saisons honorables avec les Twins, il est libéré de son contrat et recruté par les Red Sox de Boston en 2003 où il passe le reste de sa carrière.
À Boston, la carrière de celui qui est surnommé Big Papi prend son envol. Nommé joueur par excellence de la célèbre série de championnat 2004 entre Boston et les Yankees de New York, Ortiz met fin à la disette de 86 ans des Red Sox en remportant les Séries mondiales de 2004 dans la foulée. Il ajoute ensuite deux autres titres en 2007 et 2013 à son palmarès, et est de nouveau joueur par excellence de la Série mondiale en 2013.
Joueur étoile à dix reprises, Ortiz a remporté cinq Bâtons d'argent et six prix Edgar Martínez. Il est dans l'histoire du baseball majeur le frappeur désigné comptant le plus de coups sûrs. Il a mené le baseball majeur avec 148 points produits en 2005. En 2006, il a dominé la Ligue américaine pour les circuits (54) et les points produits (137). Ces 54 coups de circuit sont le record de la franchise des Red Sox sur une saison.
En 2015, il devient le 27e joueur de l'histoire à atteindre les 500 circuits en carrière. Il prend sa retraite après la saison 2016.

## Carrière

### Débuts
David Ortiz signe son premier contrat professionnel en 1992 avec les Mariners de Seattle. Il porte à l'époque le nom de David Arias, son autre nom de famille en espagnol. Il est identifié sous ce nom dans la documentation officielle de l'époque et figure sur certaines cartes de baseball sous le nom d'Arias. Il utilise par la suite définitivement son autre nom de famille, Ortiz.
En 1996, Arias joue pour l'équipe de Single-A des Mariners à Appleton dans le Wisconsin. Non échangeable pour le directeur de l'équipe, Mike Goff, le jeune joueur de 20 ans est de plus en plus prometteur avec une moyenne de ,322 à la moyenne au bâton et 18 coups de circuit sur la saison.
Le 29 août 1996, les Mariners de Seattle font l'acquisition du joueur de troisième but Dave Hollins des Twins du Minnesota en retour d'un joueur à être nommé plus tard. Le 13 septembre suivant, Ortiz, qui joue alors en ligues mineures, est transféré aux Twins pour compléter la transaction.

### Twins du Minnesota

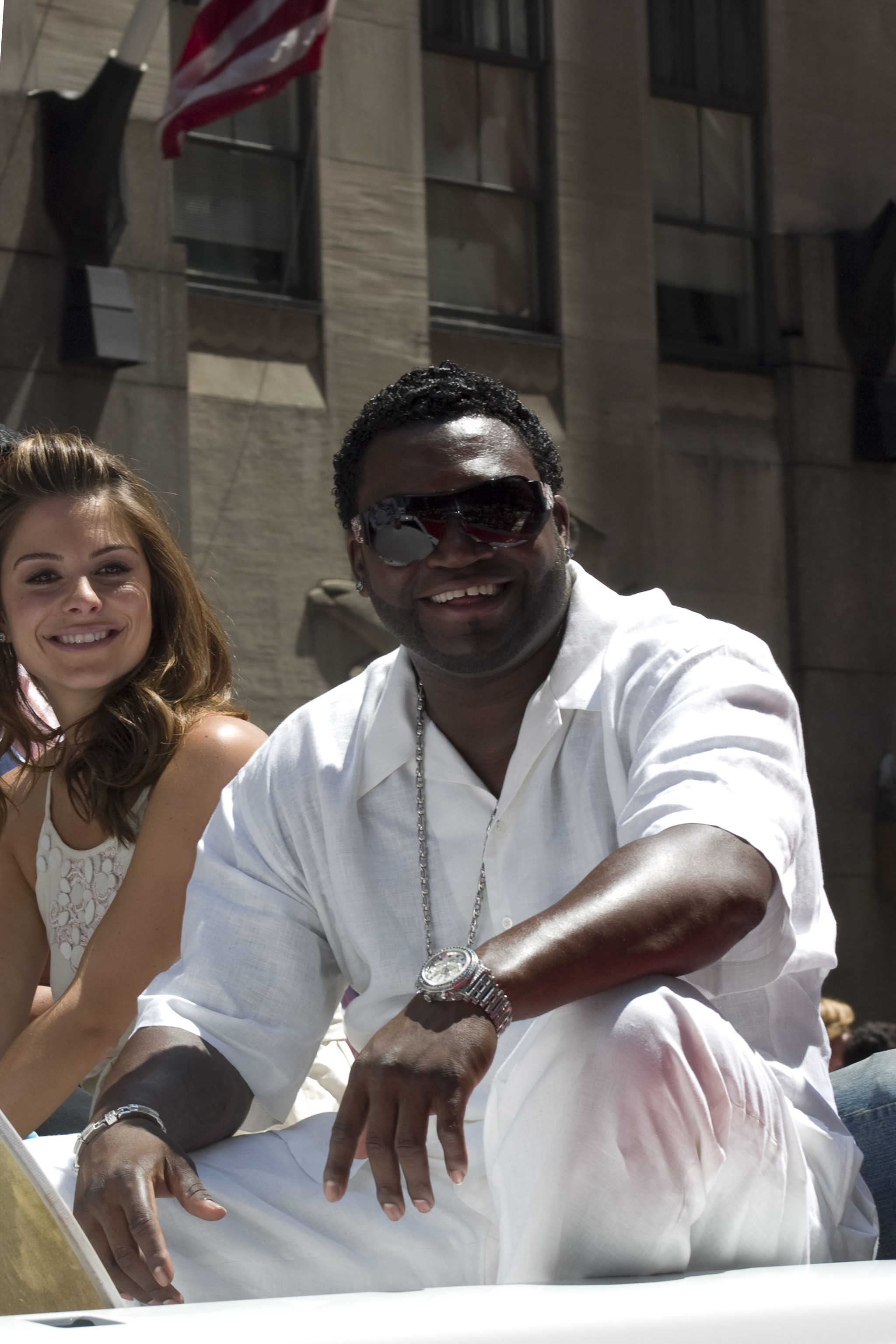
David Ortiz en 2008.

Ortiz joue son premier match dans les majeures le 2 septembre 1997 avec les Twins du Minnesota. Il joue une demi-saison en 1998 durant laquelle il maintient une moyenne au bâton de ,277 avec neuf coups de circuit et 46 points produits en 86 rencontres.
D'abord joueur de premier but, il est utilisé dans la fonction de frappeur désigné dans presque tous les matchs à partir de 1999.
Son passage au Minnesota est marqué par plusieurs séjours sur la liste des joueurs blessés. Il ne joue que 10 matchs pour les Twins en 1999 avant d'enchaîner avec une saison de 130 matchs sur 162 en 2000. Il frappe pour, 282 de moyenne et obtient 10 circuits et 63 points produits.
En 2001 par contre, son temps de jeu est réduit à 89 matchs, au cours desquels il frappe un nouveau sommet en carrière de 18 longues balles.
La saison 2002 est sa dernière avec les Twins. Il dispute 125 parties et atteint pour la première fois les 20 circuits en une année. Il fait marquer 75 points. Il participe pour la première fois aux séries éliminatoires et, malgré sa production de cinq coups sûrs en 16 présences au bâton pour une moyenne de ,313, les Twins s'inclinent en Série de championnat de la Ligue américaine devant les Angels d'Anaheim, qui deviennent par la suite champions du monde.
La carrière d'Ortiz prend véritablement son envol lorsque, devenu joueur autonome après la saison 2002, il signe un contrat le 22 janvier 2003 avec les Red Sox de Boston.

### Red Sox de Boston
Il évolue pour les Red Sox de Boston depuis 2003. 
Ortiz lance et frappe du côté gauche. Lui et son ex-coéquipier Manny Ramírez formaient un duo dynamique.

#### Saison 2003
David Ortiz frappe 31 coups de circuit et produit 101 points en 2003, sa première année à Boston. Sa moyenne de puissance de ,592 est la troisième plus élevée dans la ligue. Pour la première fois de sa carrière, il est considéré au titre de joueur par excellence de la saison régulière, prenant le cinquième rang au scrutin des chroniqueurs de baseball d'Amérique, tout juste devant son coéquipier Manny Ramirez, avec qui il forme un redoutable duo de frappeurs de puissance pendant plusieurs années à Boston.
Après une production offensive anémique dans la série éliminatoire de première ronde où les Red Sox éliminent difficilement les Athletics d'Oakland, Ortiz se réveille avec deux circuits et six points produits en Série de championnat contre les Yankees, mais Boston s'incline devant ses rivaux.

#### Saison 2004
Ortiz reçoit à la mi-saison 2004 la première de cinq sélections d'affilée pour le match des étoiles du baseball majeur. Il connaît une année exceptionnelle : il termine la saison au deuxième rang de le Ligue américaine pour les circuits (41), il est deuxième pour les points produits (139), deuxième pour le total de buts (351), premier pour les coups sûrs de plus d'un but (91), troisième pour les doubles (47) et second pour la moyenne de puissance (,603).
Durant la légendaire Série de championnat 2004 de la Ligue américaine entre les Red Sox et leurs éternels rivaux, les Yankees de New York, Ortiz claque trois circuits et produit 11 points en seulement sept parties, pour une moyenne au bâton de, 387 et une moyenne de puissance de, 742. Les Sox effectuent un retour historique en remportant les quatre derniers affrontements face aux Yankees pour passer en Série mondiale. Ortiz est nommé joueur par excellence de la Série de championnat.
Dans la courte finale opposant Boston aux Cardinals de Saint-Louis, Ortiz ajoute un circuit et produit quatre points, affichant une moyenne au bâton de, 308 et une moyenne de puissance de, 615. Les Red Sox mettent fin à la supposée malédiction du Bambino et remportent leur premier titre mondial en 86 ans.
Avec 19 points produits en séries éliminatoires de 2004, Ortiz égale le record de Sandy Alomar, Jr. des Indians de Cleveland de 1997 et Scott Spiezio des Angels d'Anaheim de 2002. La marque est battue en 2011 par David Freese, de Saint-Louis.
Après la conclusion des séries éliminatoires, Ortiz remporte le premier de quatre Bâtons d'argent consécutifs et gagne le premier de cinq prix Edgar Martinez de suite en tant que meilleur frappeur désigné du baseball.
Pour la seconde année de suite, il est parmi les meneurs du scrutin au titre de joueur par excellence de la saison, prenant cette fois le quatrième rang du vote remporté par Vladimir Guerrero, des Angels.

#### Saison 2005
Il mène tous les joueurs du baseball majeur durant la saison 2005 avec 148 points produits. Il atteint de nouveaux sommets personnels de 180 coups sûrs et 47 coups de quatre buts. Avec plus de 100 buts-sur-balles (il en soutire 102 aux lanceurs adverses), il termine second à ce chapitre dans la Ligue américaine. Il est deuxième avec une moyenne de puissance de, 603 et troisième pour le total de buts (363). Il est sélectionné au match des étoiles 2005, gagne le Bâton d'argent, le prix Edgar Martinez et termine cette fois au deuxième rang au vote du joueur par excellence de la saison régulière, décerné à Alex Rodriguez des Yankees.
Il cogne un circuit en solo en première ronde des éliminatoires mais l'aventure des Bostoniens est cette fois de courte durée puisqu'ils sont balayés en trois parties par ceux qui les détrônent comme champions du monde, les White Sox de Chicago.

#### Saison 2006

David Ortiz en 2006.

Durant la saison 2006, Big Papi atteint plusieurs plateaux importants : le 29 juin, il claque le 200e circuit de sa carrière face aux Mets de New York en match interligue. Le 8 août, il atteint les 1000 coups sûrs en carrière. Et le 21 septembre au Fenway Park de Boston, il connaît une soirée de deux coups de circuit, dont le 51e de sa saison, ce qui brise le record de franchise des Red Sox détenu depuis la saison 1938 par Jimmie Foxx. Le circuit est obtenu aux dépens de son ancien coéquipier des Twins, Johan Santana.
Ortiz termine le calendrier régulier avec un nouveau record de franchise de 54 longues balles, le plus haut total de l'Américaine mais quatre de moins que le champion des coups de circuit cette saison-là dans les majeures, Ryan Howard des Phillies de Philadelphie. Avec 149 points produits, Howard surpasse également Ortiz, mais les 137 points produits de ce dernier le placent tout de même en tête de  l'Américaine.
Parmi les meneurs en offensive de la ligue, David Ortiz est premier pour le total de buts (355), premier pour les buts-sur-balles (119), deuxième pour la moyenne de puissance (,636) et second pour les coups sûrs de plus d'un but (85).
Cette fois troisième au scrutin du joueur de l'année, il gagne son troisième Bâton d'argent au poste de frappeur désigné et son quatrième trophée Edgar Martinez.

#### Saison 2007
Ortiz ne peut reproduire en 2007 ses colossales statistiques offensives des saisons précédentes, mais demeure dans l'élite du baseball avec, 332 de moyenne au bâton et, 661 comme moyenne de puissance. Son nombre de coups de circuit passe de 54 à 35 pour le troisième rang de la Ligue américaine et il produit 117 points, soit 20 de moins qu'en 2006. Il est le joueur de la Ligue américaine soutirant le plus grand nombre de buts-sur-balles (111) pour une deuxième année d'affilée et mène l'Américaine au chapitre du pourcentage de présence sur les buts (,445). Il mène la ligue avec 88 frappes de plus d'un but, est troisième pour le total de buts (341) et prend le deuxième rang avec 52 doubles, son meilleur total en carrière.
Il obtient sa quatrième sélection à la partie d'étoiles, gagne son quatrième Bâton d'argent et son cinquième prix Edgar Martinez de suite. Il égale le record partagé par Paul Molitor et Edgar Martinez pour le plus grand nombre de Bâtons d'argent remportés par un frappeur désigné, et égale le record de cinq trophées Edgar Martinez gagnés par le joueur du même nom, avant que le prix ne soit renommé en son honneur.
Il amorce les séries éliminatoires en frappant cinq coups sûrs, dont deux coups de circuit, en à peine sept présences au bâton en Série de divisions contre les Angels, éliminés en trois matchs de suite par Boston. Ortiz présente une moyenne au bâton de, 714 dans ces rencontres. Les Red Sox passent en Série mondiale pour la seconde fois en quatre ans et Big Papi frappe pour, 333 avec cinq coups sûrs dont trois doubles dans la courte série de quatre matchs où les Sox renversent leurs adversaires, les Rockies du Colorado.
Une fois de plus, il n'est pas nommé joueur par excellence de la Ligue américaine mais il figure dans le top 5 pour la cinquième fois en cinq ans, prenant au scrutin la quatrième position.

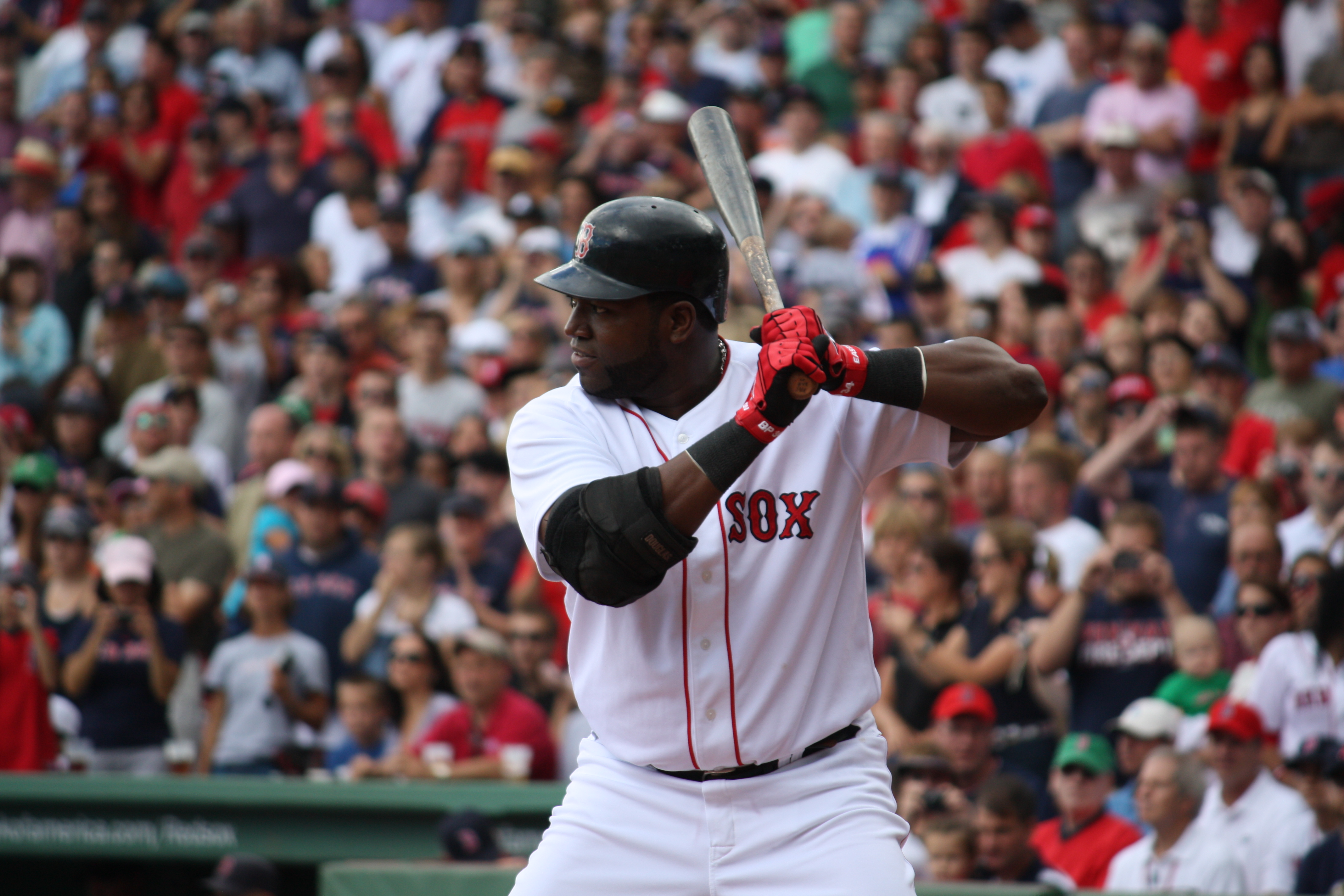
David Ortiz en 2008.

#### Saison 2010
En mai 2010, Ortiz connaît un mois spectaculaire : 10 coups de circuit, 27 points produits, moyenne au bâton de, 363, moyenne de présence sur les buts de, 424 et moyenne de puissance de, 788. Il est élu joueur du mois dans la Ligue américaine. Il reçoit cet honneur pour la quatrième fois de sa carrière, ayant été précédemment nommé joueur du mois en septembre 2005, juillet 2006 et septembre 2007.

#### Saison 2011
Ortiz est élu frappeur désigné de la formation de départ des étoiles de la Ligue américaine au match des étoiles du 13 juillet 2011 à Phoenix. C'est sa septième sélection à cette classique de mi-saison.
Il purge une suspension de trois parties après un incident survenu le 8 juillet contre les Orioles de Baltimore où une altercation entre Kevin Gregg et lui provoque une mêlée générale sur le terrain.
Ortiz complète 2011 avec la sixième meilleure moyenne au bâton (,309) de la Ligue américaine, la quatrième meilleure moyenne de présence sur les buts (,398) et la quatrième meilleure moyenne de puissance (,554). Il claque 29 circuits et produit 96 points. Il remporte son cinquième Bâton d'argent en carrière et son sixième prix Edgar Martínez.
Il s'entend avec les Red Sox pour un retour avec l'équipe en 2012.

#### Saison 2012
Invité pour la huitième fois au match des étoiles en 2012, Ortiz claque 23 circuits et produit 60 points en 90 parties jouées. Le 4 juillet à Oakland, il frappe le 400e circuit de sa carrière, aux dépens du lanceur A. J. Griffin des Athletics. Le 17 juillet, il se blesse au tendon d'Achille droit, ce qui met un terme à sa saison. Au cours de cette saison écourtée, Ortiz frappe pour, 318 avec une moyenne de présence sur les buts de, 415 et une moyenne de puissance de, 611.

#### Saison 2013
Le 10 juillet 2013 contre Mariners de Seattle, Ortiz frappe le 1688e coup sûr de sa carrière dans le rôle de frappeur désigné, ce qui bat l'ancien record établi par Harold Baines.
Le 20 avril 2013, les Red Sox tiennent une cérémonie au Fenway Park avant le match contre Kansas City, afin de se recueillir à la mémoire des victimes de l'attentats du marathon de Boston survenu cinq jours plus tôt. Ortiz prend le micro pour un bref discours et ponctue son message d'encouragement pour la ville et son adresse aux terroristes par le mot Fuck (exactement : this is our fucking city), qui lui vaut quelques plaintes auprès de la FCC, qui régule les télécommunications aux États-Unis, mais pas de réprimande de l'organisme ni du commissaire du baseball Bud Selig.
David Ortiz et les Red Sox remportent la Série mondiale 2013. Ortiz est nommé joueur par excellence de la Série mondiale.

#### Saison 2014

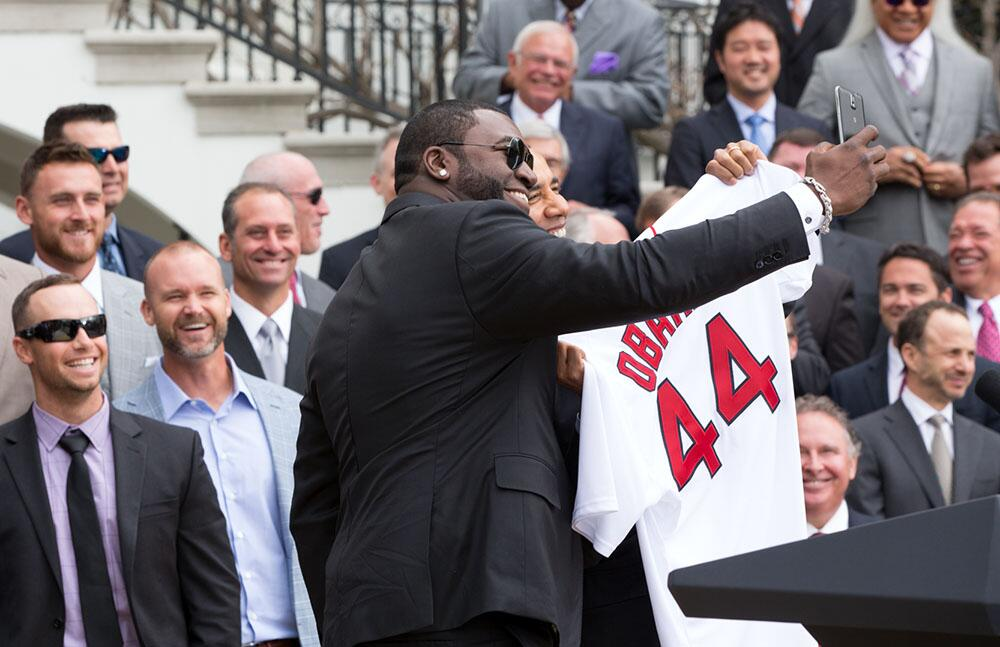
David Ortiz prend un selfie avec Barack Obama lors d'une visite à la Maison-Blanche le 1er avril 2014.

Le 1er avril 2014, les Red Sox sont invités à la Maison-Blanche, comme c'est la coutume pour les équipes championnes aux États-Unis. Ortiz en profite pour prendre  avec le président Barack Obama un selfie qu'il publie ensuite sur son compte Twitter. Il s'avère que la photo est commanditée par le fabricant de téléphones mobiles Samsung, ce qui irrite la Maison-Blanche et provoque une réponse publique dans laquelle elle désapprouve le geste d'Ortiz et l'utilisation à des fins commerciales de l'image du président des États-Unis.
Le 16 août 2014 contre les Astros de Houston à Fenway Park, David Ortiz frappe ses 400e et 401e circuits dans l'uniforme des Red Sox, le 3e plus haut total de l'histoire de la franchise après Ted Williams (521) et Carl Yastrzemski (452).

#### Saison 2015
Ortiz établit un record des Red Sox en 2015 lorsqu'il frappe au moins 30 circuits pour une 9e fois avec l'équipe, dépassant les huit saisons du genre de Ted Williams. À 39 ans, il est aussi le joueur des Red Sox le plus âgé à réussir 30 circuits depuis Williams en 1957.
Ortiz frappe ses 499e et 500e circuits de sa carrière contre Matt Moore des Rays de Tampa Bay et devient le 27e joueur de l'histoire à atteindre ce nombre.

#### Saison 2016
Le jour de son 40e anniversaire, le 18 novembre 2015, David Ortiz annonce sur le site internet The Players' Tribune que la saison 2016 est la dernière à laquelle il participe,.
Cette saison se transforme en tournée d'adieux pour le joueur qui a évolué 20 saisons dans la Ligue majeure de baseball. Les Orioles de Baltimore font une donation de 10 000 dollars au nom d'Ortiz à une œuvre caritative qu'il supporte et offre au joueur le téléphone de l'abri des joueurs qu'il a détruit de rage trois ans auparavant.
Le 2 octobre 2016, lors d'une cérémonie d'avant-match à son hommage, les Red Sox de Boston annoncent que le numéro 34 du joueur sera retiré en son honneur.

### Allégations de dopage
En juillet 2009, le New York Times rapportait que David Ortiz et son ancien coéquipier Manny Ramírez avaient échoué des contrôles antidopage en 2003. Ortiz réagit en conférence de presse une dizaine de jours plus tard, niant avoir jamais utilisé ou acheté de stéroïdes. Il croit que des suppléments ou des vitamines peuvent expliquer ces résultats. Michael Weiner, alors avocat employé par l'Association des joueurs, est présent aux côtés d'Ortiz et indique que le syndicat ne peut préciser à Ortiz ou aux médias la raison du test négatif, ces résultats étant scellés par un tribunal américain.
Les résultats de ces tests devaient à l'origine rester secrets et les joueurs contrôlés positifs ne s'exposaient à aucune sanction. Cependant, au cours des années suivantes, plusieurs rumeurs ont circulé et quelques fuites dans les médias se sont produites, concernant certains des 104 athlètes qui auraient échoué les tests.

### Vie privée
La mère de David Ortiz, Angela Rosa, décède le jour de l'an 2002, dans un accident de la route.

## Style de jeu et personnalité
Lorsqu'il arrive à Boston au début des années 2000, David Ortiz commence à appeler les autres « Papi », une marque de respect pour les Dominicains, et parce qu'il n'arrive pas à se souvenir tous les noms. Après quelque temps, il est appelé en retour « Big Papi ». Le surnom devient populaire lorsque le commentateur de NESN, diffuseur des rencontres des Red Sox, commence à utiliser ce surnom. Le joueur a d'autres surnoms, moins connus, comme « Big cat » lors de sa période en première base aux Twins, « Cooperstown » en 2013 lorsqu'il mène l'équipe de Boston à une troisième victoire aux Séries mondiales.

## Palmarès et record
David Ortiz est l'un des meilleurs joueurs de l'histoire des Red Sox de Boston. Il est le deuxième meilleur marqueur de coups de circuit du club avec 482 réussites. En trois participations aux Séries mondiales avec les Red Sox, il frappe avec une moyenne de ,455 et lève à trois reprises le trophée de champion, et deux fois celui de joueur par excellence.

## Statistiques
| Saison | Équipe    | G     | AB    | R     | H     | 2B  | 3B | HR  | RBI   | SB | BB    | SO    | BA   | OBP  | SLG  |
| ------ | --------- | ----- | ----- | ----- | ----- | --- | -- | --- | ----- | -- | ----- | ----- | ---- | ---- | ---- |
| 1997   | Minnesota | 15    | 49    | 10    | 16    | 3   | 0  | 1   | 6     | 0  | 2     | 19    | .327 | .353 | .449 |
| 1998   | Minnesota | 86    | 278   | 47    | 77    | 20  | 0  | 9   | 46    | 1  | 39    | 72    | .277 | .371 | .446 |
| 1999   | Minnesota | 10    | 20    | 1     | 0     | 0   | 0  | 0   | 0     | 0  | 5     | 12    | .000 | .200 | .000 |
| 2000   | Minnesota | 130   | 415   | 59    | 117   | 36  | 1  | 10  | 63    | 1  | 57    | 81    | .282 | .364 | .446 |
| 2001   | Minnesota | 89    | 303   | 46    | 71    | 17  | 1  | 18  | 48    | 1  | 40    | 68    | .234 | .324 | .475 |
| 2002   | Minnesota | 125   | 412   | 52    | 112   | 32  | 1  | 20  | 75    | 1  | 43    | 87    | .272 | .339 | .500 |
| 2003   | Boston    | 128   | 448   | 79    | 129   | 39  | 2  | 31  | 101   | 0  | 58    | 83    | .288 | .369 | .592 |
| 2004   | Boston    | 150   | 582   | 94    | 175   | 47  | 3  | 41  | 139   | 0  | 75    | 133   | .301 | .380 | .603 |
| 2005   | Boston    | 159   | 601   | 119   | 180   | 40  | 1  | 47  | 148   | 1  | 102   | 124   | .300 | .397 | .604 |
| 2006   | Boston    | 151   | 558   | 115   | 160   | 29  | 2  | 54  | 137   | 1  | 119   | 117   | .287 | .413 | .636 |
| 2007   | Boston    | 149   | 549   | 116   | 182   | 52  | 1  | 35  | 117   | 3  | 111   | 103   | .332 | .445 | .621 |
| 2008   | Boston    | 109   | 416   | 74    | 110   | 30  | 1  | 23  | 89    | 1  | 70    | 74    | .264 | .369 | .507 |
| 2009   | Boston    | 150   | 541   | 77    | 129   | 35  | 1  | 28  | 99    | 0  | 74    | 134   | .238 | .332 | .462 |
| 2010   | Boston    | 145   | 518   | 86    | 140   | 36  | 1  | 32  | 102   | 0  | 82    | 145   | .270 | .370 | .529 |
| 2011   | Boston    | 146   | 525   | 84    | 162   | 40  | 1  | 29  | 96    | 1  | 78    | 83    | .309 | .398 | .554 |
| 2012   | Boston    | 90    | 324   | 65    | 103   | 26  | 0  | 23  | 60    | 0  | 56    | 51    | .318 | .415 | .611 |
| 2013   | Boston    | 137   | 518   | 84    | 160   | 38  | 2  | 30  | 103   | 4  | 76    | 88    | .309 | .395 | .564 |
| 2014   | Boston    | 142   | 518   | 59    | 136   | 27  | 0  | 35  | 104   | 0  | 75    | 95    | .263 | .355 | .517 |
| 2015   | Boston    | 146   | 528   | 73    | 144   | 37  | 0  | 37  | 108   | 0  | 77    | 95    | .273 | .360 | .553 |
| 2016   | Boston    | 151   | 537   | 79    | 169   | 48  | 1  | 38  | 127   | 2  | 80    | 86    | .315 | .401 | .620 |
| Totaux | 20 ans    | 2 408 | 8 640 | 1 419 | 2 472 | 632 | 19 | 541 | 1 768 | 17 | 1 319 | 1 750 | .286 | .380 | .552 |

## Filmographie
- 2016 : Traque à Boston (Patriots Day) de Peter Berg : lui-même